# Ƹ
Ƹ (حرف کوچک: ƹ) یکی از حروف الفبای لاتین است. این حرف در دهه‌های ۱۹۴۰، ۱۹۵۰ و ۱۹۶۰ برای نشان دادن هم‌خوان سایشی حلقی واک‌دار که در الفبای آوانگاری بین‌المللی با نماد [ʕ] نشان داده می‌شود، به‌کار می‌رفت؛ برای نمونه، توسط جان روپرت فرث و ترنس فردریک میچل یا در دههٔ ۱۹۸۰ توسط مارتین هیندز و السعید بدَوی از این حرف استفاده می‌کردند.
گرچه این حرف شبیه نسخهٔ وارونهٔ ای‌ژ (Ʒ) به‌نظر می‌رسد، اما بر پایهٔ حرف عربی ʿayn (ع) ساخته شده است. (با این حال، در استاندارد یونیکد، به‌طور مشخص از آن با عنوان «ای‌ژ وارونه» یاد شده است)